# Okręg Giurgiu
Giurgiu – okręg w południowej Rumunii (Wołoszczyzna), ze stolicą w mieście Giurgiu. W 2011 roku liczył 281 422 mieszkańców. Okręg ma powierzchnię 3526 km², a jego gęstość zaludnienia wynosiła w 2002 roku 84 os./km².

## Struktura narodowościowa
Według spisu ludności z roku 2011 okręg Giurgiu zamieszkiwały następujące narodowości:
- Rumuni - 88,3%
- Romowie - 5,4%
- Węgrzy - 0,021%
- Turcy - 0,018%
- Niemcy - 0,006%
- Rosjanie - 0,004%
- Bułgarzy - 0,003%
- Włosi - 0,003%
- Chińczycy - 0,003%
- Grecy - 0,002%

## Administracja
Okręg podzielony jest na 3 miasta i 50 gmin.

### Miasta
- Giurgiu
- Bolintin-Vale
- Mihăilești

### Gminy
| - Adunații-Copăceni - Băneasa - Bolintin-Deal - Bucșani - Bulbucata - Buturugeni - Călugăreni - Clejani - Colibași - Comana - Cosoba - Crevedia Mare - Daia - Florești-Stoenești - Frătești - Găiseni - Găujani | - Ghimpați - Gogoșari - Gostinari - Gostinu - Grădinari - Greaca - Herăști - Hotarele - Iepurești - Isvoarele - Izvoarele - Joița - Letca Nouă - Malu - Mârșa - Mihai Bravu - Ogrezeni | - Oinacu - Prundu - Putineiu - Răsuceni - Roata de Jos - Săbăreni - Schitu - Singureni - Slobozia - Stănești - Stoenești - Toporu - Ulmi - Valea Dragului - Vânătorii Mici - Vărăști - Vedea |